# ملعب غاستون بيريلي
ملعب غاستون بيريلي هو ملعب يستخدم أساسيًا لكرة القدم، يقع في مدينة بيتام، الغابون. يلعب نادي اتحاد بيتام مبارياته عليه. تبلغ سعته 7,000 مشجع.

## روابط خارجية
- قائمة الملاعب في الغابون، worldstadiums.com